# Henotesia iboina
Henotesia iboina är en fjärilsart som beskrevs av Ward 1870. Henotesia iboina ingår i släktet Henotesia och familjen praktfjärilar. Inga underarter finns listade i Catalogue of Life.